# Gornji Ribnik (Trstenik)
Gornji Ribnik (em cirílico: Горњи Рибник) é uma vila da Sérvia localizada no município de Trstenik, pertencente ao distrito de Rasina, na região de Zapadno Pomoravlje. A sua população era de 564 habitantes segundo o censo de 2011.

## Demografia
| 1948 | 1953 | 1961 | 1971 | 1981 | 1991 | 2002 | 2011 |
| ---- | ---- | ---- | ---- | ---- | ---- | ---- | ---- |
| 520  | 559  | 552  | 578  | 616  | 591  | 596  | 564  |